# Mộc Lan thời @
Mộc Lan thời @ (tiếng Hàn: 잘키운 딸 하나; Romaja: Jalkiun Ddal Hana) là phim truyền hình Hàn Quốc năm 2013 với sự tham gia của Park Han-byul, Lee Tae-gon, Jung Eun-woo và Yoon Se-in. Phim được phát sóng trên SBS từ ngày 2 tháng 12,2013 đến ngày 30 tháng 5 năm 2014 vào thứ hai đến thứ sáu lúc 19:20 gồm 122 tập.
Phim được thuyết minh trên kênh NBTV (Ninh Bình), kênh VTV5 dưới tên Bi kịch một gia tộc, kênh 1 của Đài phát thanh và truyền hình Hà Nội dưới tên Cô nàng giả trai.

## Nội dung
Jang Ha Na là con gái thứ tư của một gia tộc sở hữu một thương hiệu nước tương nổi tiếng ở Hàn Quốc – tập đoàn nước tương Hwangso. Theo truyền thống lâu đời, những bí quyết của nghề cũng như công thức làm nước tương chỉ được truyền lại cho con trai của dòng họ. Tuy nhiên, mẹ Jang Ha Na – bà Yun Yoo Sun chỉ sinh được con gái. Từ bỏ nỗ lực sinh con trai, bà Yoo Sun quyết định nuôi dạy Jang Ha Na như một đứa con trai dưới cái tên Jang Eun Sung từ khi cô bé mới 5 tuổi. Với ý chí vươn lên, tinh thần lạc quan, dám thử thách, Jang Ha Na đã từng bước dành lại những thứ vốn thuộc về gia đình mình.

## Phân vai
- Park Han-byul vai Jang Ha-na/Jang Eun-seong (lồng tiếng Việt: Thùy  Tiên)[3][4]
- Jung Eun-woo vai Seol Do-hyun (lồng tiếng Việt: Hoàng Khuyết)
- Lee Tae-gon vai Han Yoon Chan (lồng tiếng Việt: Tuấn Anh)
- Yoon Se-in vai Jang Ra-hee (lồng tiếng Việt: Thu Huyền)
- Yoon Yoo-sun vai Joo Hyo-sun (lồng tiếng Việt: Ngọc Quyên)
- Ha Jae-sook vai Jang Ha-myung (lồng tiếng Việt: Thu Hiền)
- Park In-hwan vai Jang Pan-ro (lồng tiếng Việt: Bá Nghị)
- Kim Ji-young vai Byun Jong-soon (lồng tiếng Việt: Kiều Oanh)
- Lee Hye-sook vai Im Chung-ran (lồng tiếng Việt: Thủy Tiên)
- Kim Joo-young vai Jang Ra-kong[5] (lồng tiếng Việt: Quang Tuyên)
- Choi Jae-sung vai Seol Jin-mook (lồng tiếng Việt: Minh Vũ)
- Han Yoo-yi vai Seol Do-eun (lồng tiếng Việt: Thúy Hằng)

## Giải thưởng và Đề cử
| Năm  | Giải                   | Thể loại                                    | Người nhận    | Kết quả |
| ---- | ---------------------- | ------------------------------------------- | ------------- | ------- |
| 2014 | 7th Korea Drama Awards | Excellence Award, Actress                   | Park Han-byul | Đề cử   |
| 2014 | SBS Drama Awards       | Excellence Award, Actor in a Serial Drama   | Lee Tae-gon   | Đề cử   |
| 2014 | SBS Drama Awards       | Excellence Award, Actress in a Serial Drama | Park Han-byul | Đề cử   |
| 2014 | SBS Drama Awards       | Special Award, Actress in a Serial Drama    | Yoon Yoo-sun  | Đề cử   |